# Fatma Samoura
Fatma Samba Diouf Samoura, coneguda com a Fatma Samoura (1962, Senegal) és una funcionària de les Nacions Unides. El 13 de maig de 2016 es va convertir en la primera dona secretària general de la FIFA. Fins aleshores, era la responsable principal de les Nacions Unides a Nigèria.
Després d'entrar a formar part del Programa Mundial d'Aliments (PMA) el 1995, va servir com a directora de país del PMA a Djibouti i Camerun, a més de treballar a la seu del PMA a Roma. Ha participat en diverses emergències, com ara a Kosovo, Libèria, Nicaragua, Sierra Leone o Timor Oriental.
L'1 de novembre de 2007, el Secretari General de les Nacions Unides, Ban Ki-moon, després de consultar-ho amb el subsecretari d'Afers Humanitaris, el diplomàtic britànic John Holmes, va nomenar-la Coordinadora Humanitària pel Txad oriental. La seva seu es trobava a la ciutat d'Abéché, a uns 80 quilòmetres a l'oest de la frontera de la regió sudanesa conflictiva de Darfur. En aquell moment, el Txad acollia uns 280.000 refugiats i al voltant de 170.000 desplaçats interns, la majoria dels quals es troben a la regió oriental, prenent Samoura la responsabilitat d'aconseguir el seu retorn. Les seves funcions oficials consistien en proveir suport i guia a un equip compost per 7 agències de les Nacions Unides i al voltant de 40 ONG que treballaven a la regió.